# Civis romanus sum
La frase Civis romanus sum en llatí significa: sóc ciutadà romà. L'ús de la frase proclamava a qui l'esmentava com a ciutadà lliure de l'Imperi Romà i, per tant, reclamava un dret que no podia ser anul·lat si no era per procés legal a l'antiga Roma. Apareixen mencions en la literatura romana com a Marc Tul·li Ciceró (In Verrem 11, V, 162): Cervices in carcere frangebantur indignissime civium romanorum, ut iam illa vox et imploratio: «Civis Romanus sum»(En les presons es trencaven les goles de ciutadans romans d'una manera indecent, de manera que en aquells moments l'expressió «sóc ciutadà romà»).
És una frase repetida amb orgull per moltes figures romanes importants, per reclamar els privilegis inherents a la condició de ciutadans romans. També es permetia als presos beneficiar-se d'aquesta prerrogativa, que garantia un tractament més favorable. Per exemple, quan Pau de Tars estava sent jutjat i va apel·lar a l'emperador, va reclamar el seu dret com a ciutadà de ser jutjat a Roma, de manera que es va suspendre el procés judicial mentre, encadenat i escortat pels protectors, era portat a la capital (Fets dels Apòstols 22, 27).

La frase va ser pronunciada pel President dels Estats Units John F. Kennedy en el seu famós discurs Ich bin ein Berliner fet a Berlín Occidental 26 de juny 1963:
| « | Fa 2.000 anys, la frase més gloriosa era civis romanus sum (Sóc ciutadà romà). Avui, al món de la llibertat, la frase més gloriosa és "Ich bin ein Berliner"… («Jo sóc un berlinès») | » |